# Castelo Craignethan

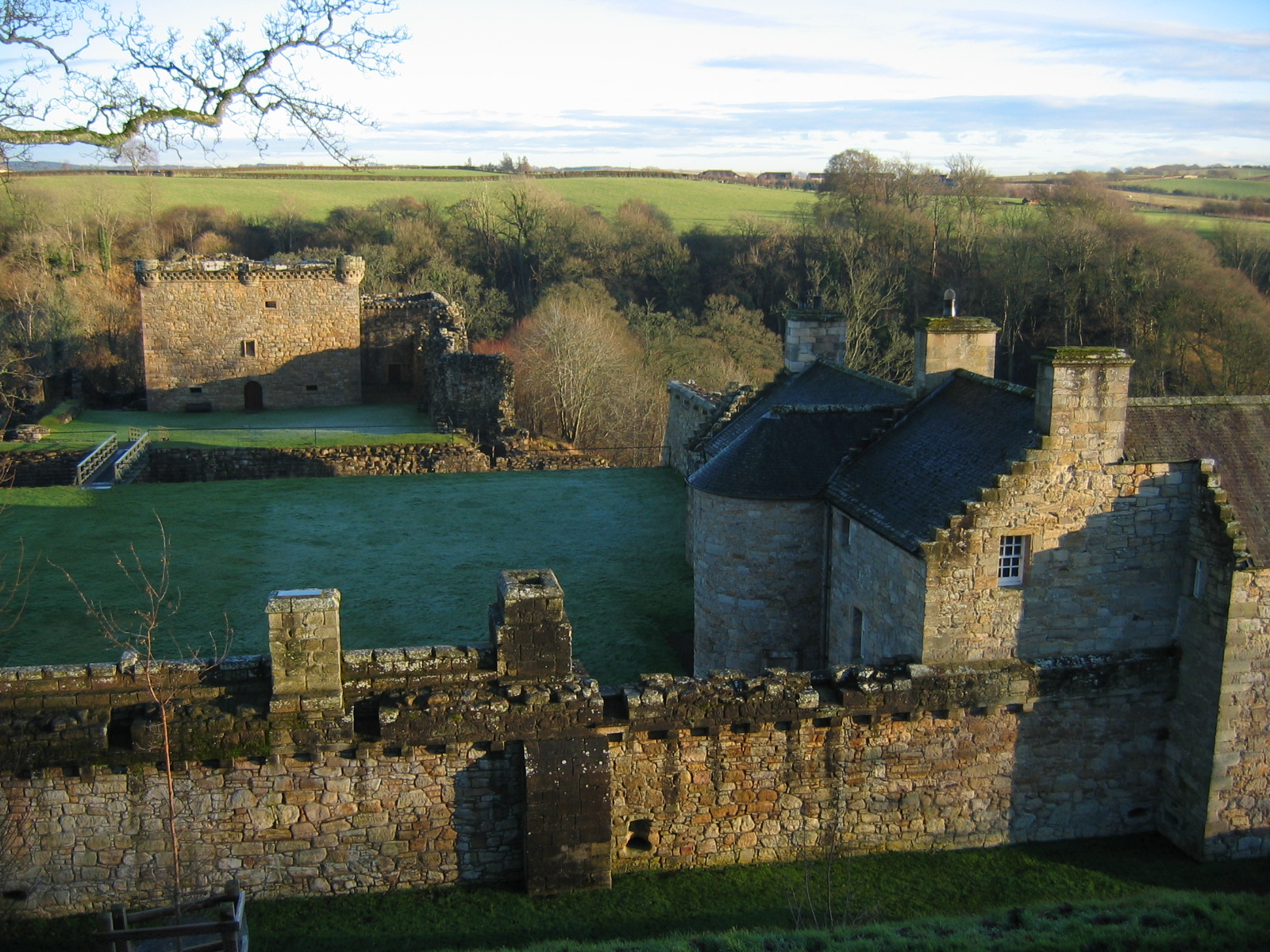
Castelo Craignethan, Escócia.

O Castelo Craignethan localiza-se a oesnoroeste de Lanark, na Escócia.

## História
O castelo remonta a 1530, período do alvorecer da artilharia.
A parte mais antiga e de maior interesse é a torre residencial, finamente acabada, erguida por iniciativa de Sir James Hamilton de Finnart. As defesas do castelo incluem um "caponier", câmara de pedra destinada ao abrigo da artilharia, única no Reino Unido.
Encontra-se classificado na categoria "A" do "listed building" desde 12 de janeiro de 1971.